# Pristidactylus torquatus
Pristidactylus torquatus — вид ігуаноподібних ящірок родини Leiosauridae. Ендемік Чилі.

## Опис
Pristidactylus torquatus — кремезна ящірка з міцними лапами і великою головою, довжина якої (без врахування хвоста) становить 6-12,5 см. Верхня частина тіла червонувато-коричнева, поцяткована великими сірими плямами, на шиї темний "комір". Нижня частина тіла світліша, біля хвоста зеленувато-жовта.

## Поширення і екологія
Pristidactylus torquatus мешкають на західних схилах Анд між 35° і 42° південної широти, в регіонах Біобіо, Арауканія і Лос-Лагос. Вони живуть в нотофагусових лісах. Зустрічаються на висоті від 200 до 1800 м над рівнем моря. Ведуть деревний спосіб життя, також трапляються на чагарниках. Живляться переважно жуками та іншими комахами, а також молодими ящірками. Відкладають яйця.

## Збереження
МСОП класифікує цей вид як вразливий. Pristidactylus torquatus загрожує знищення природного середовища.